# Гальяно-Кастельферрато
Гальяно-Кастельферрато (итал. Gagliano Castelferrato) — коммуна в Италии, располагается в регионе Сицилия, подчиняется административному центру Энна.
Население составляет 3767 человек, плотность населения составляет 68 чел./км². Занимает площадь 55 км². Почтовый индекс — 94010. Телефонный код — 0935.
Покровителем коммуны почитается святой Катальд, празднование 31 августа.